# Torbjörn Caspersson

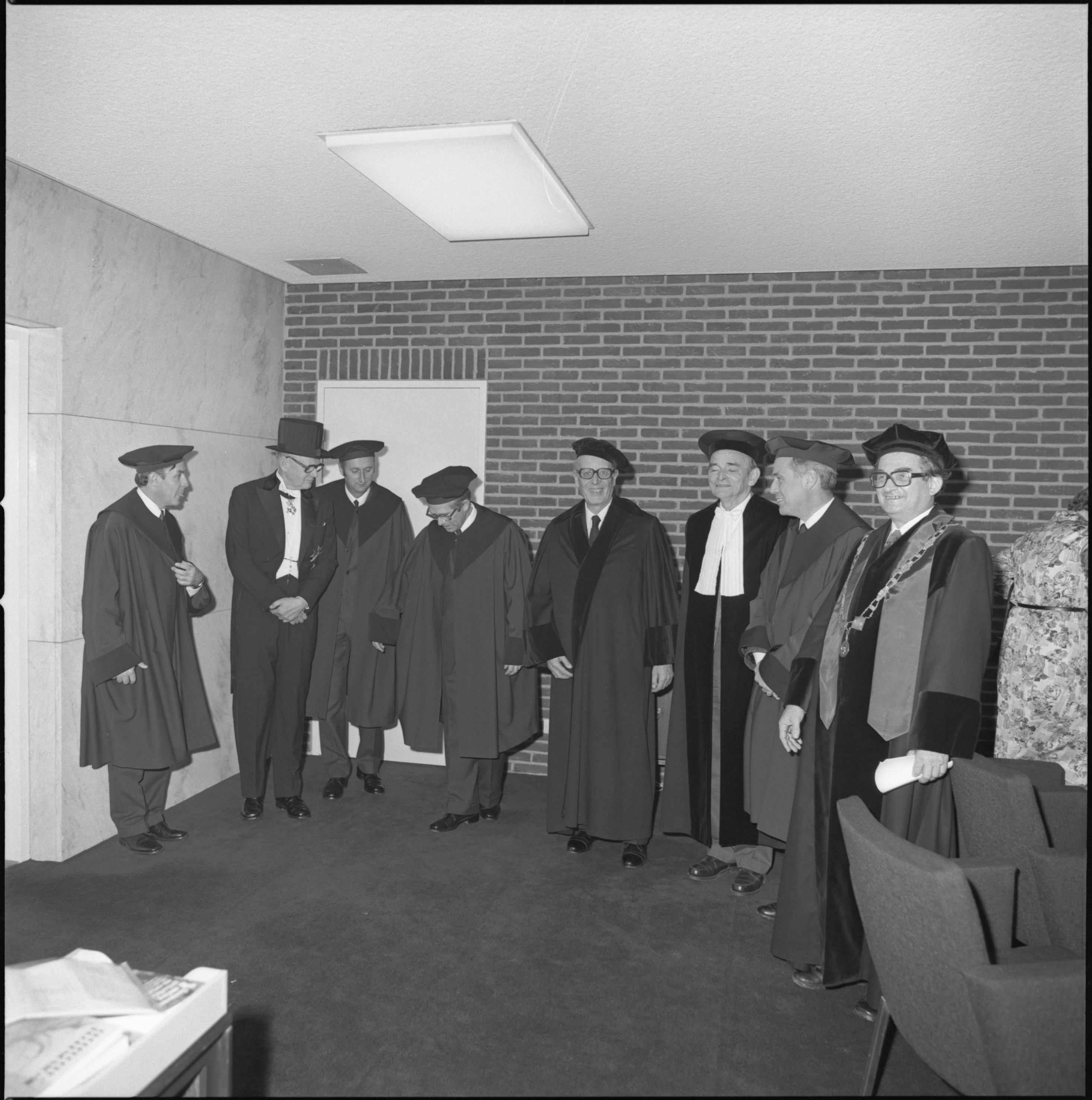
Torbjörn Caspersson bei der Verleihung der Ehrendoktorwürde der Erasmus-Universität Rotterdam, 1976

Torbjörn Oskar Caspersson (* 15. Oktober 1910 in Motala; † 7. Dezember 1997) war ein schwedischer Zellbiologe und Genetiker.

## Leben
An der Universität Stockholm studierte er Medizin und Biophysik und erwarb 1936 seinen MD.
Mit seinem Lehrer, dem Biochemiker Einar Hammarsten (1889–1968; der am Karolinska-Institut mit George de Hevesy zusammengearbeitet hatte) und Rudolf Signer untersuchte er die Viskosität und Doppelbrechung von DNA-Lösungen; zuvor trennten sie die DNA durch Hochdruckfiltration von Resten der denaturierten Proteine. Seit Beginn der 1930er entwickelte er die Technik der Aufnahme von UV-Absorptionsspektren an Nukleinsäuren sowie die UV-Mikroskopie von Zellen. 1934 zeigte er mit Hammarsten, dass die DNA ein Polymer ist. William Astbury versorgte er mit DNA-Proben.
Caspersson arbeitete an der Physiologisch-chemischen Abteilung des Karolinischen Instituts zu Stockholm.
1936 untersuchte er das genetische Material in der Zelle mit einem monochromatischen UV-Mikroskop, das er in der Folge weiterentwickelte.
1937 brachte er eine DNA-Probe, die er aus Kalbsthymus isoliert hatte, nach Bern zu Rudolf Signer. Sie beschrieben den makromolekularen Charakter der Nukleinsäure. Damals herrschte noch die Tetranukleotid-Hypothese von Phoebus Levene vom Rockefeller Institut vor.
Um 1940 beobachtete er in Zusammenarbeit mit Jack Schultz (1904–1971) vom California Institute of Technology in Pasadena – ähnlich wie der Embryologe Jean Brachet in Brüssel – eine Korrelation zwischen der Synthese von Proteinen und der Menge an zytoplasmatischer Ribonukleinsäure in stoffwechselaktiven Zellen.
Von 1944 bis 1977 war er Professor am Karolinska-Institut. Seine Arbeitsgruppe entwickelte unter anderem mit der Firma Carl Zeiss in Oberkochen das kommerzielle Universal-Mikrospektrofotometer (UMSP). Das Gerät bestand aus zwei Mikroskopen; in dem einen
befand sich das absorbierende (biologische) Objekt, das andere lieferte den Wert des vollen monochromatischen Lichtflusses.
1970 stellte er mit Kollegen eine Methode vor, Chromosomen derart zu färben, dass sie spezifische Banden-Muster zeigen. Im gleichen Jahr wurde er zum Mitglied der Leopoldina gewählt.
1971 wurde Caspersson in die American Academy of Arts and Sciences und 1974 in die American Philosophical Society gewählt. 1973 erhielt er die Schleiden-Medaille der Leopoldina. 1979 erhielt er den Balzan-Preis für Biologie für seine Erkenntnisse über den Proteinstoffwechsel und die Nukleinsäuren, für Mikroskopie im UV-Bereich, für die Methode zur Identifikation spezifischer Zonen an individuellen Chromosomen. Letztere wurde ein neues Instrument der Evolutionsforschung. 1988 wurde er mit dem William Allan Award ausgezeichnet.

## Veröffentlichungen
- Zur Kenntnis der Optik weißer Sole; III. Die optischen Verhältnisse bei der Koagulation; In: Colloid & Polymer Science; 1933, doi:10.1007/BF01824493.
- Druckfiltrierung von Thymonucleinsäure; In: Biochemische Zeitschrift, Band 270, 1934
- Methoden zur physikalischen Analyse der Zellstruktur; In: Fortschritte der Zoologie; 1934
- Molcular shape and size of Thymonucleic Acid; mit Signer und Hammersten; In: Nature; 141, 1938, S. 122
- Nucleic acid metabolism of the chromosomes in relation to gene reproduction; In: Nature; 142, 1938, S. 294–295
- The localization of the adenylic acids in striated muscle-fibres; 1942
- Studies on protein metabolism in the cells of epithelial tumours; 1942
- Cell growth and cell function. Norton, New York 1950
- Cytochemical aspects of the problem of tumour growth. The morphological precursors of cancer. In: Proceedings Intern. Conf. Univ. Perugia; 1961
- Caspersson T. and Lomakka Gösta: Scanning microscopy techniques for high resolution quantitative cytochemistry In: Annals of the New York Academy of Sciences. 97/1962, S. 449–463.
- Carlson Leon, Caspersson T., Foley G. E., Kudynowski Jan, Lomakka Gösta, Simonsson E., Sören L.: The application of quantitative cytochemical techniques to the study of individual mammalian chromosomes. In: Experimental Cell Research. 31/1963, S. 589–594.
- Auer Gert, Eriksson E., Azavedo E., Caspersson T., Wallgren A.: Prognostic significance of nuclear DNA content in mammary adenocarcinomas in humans. In: Cancer Research. 44/1984, S. 394–396.
- History of the development of cytophotometry from 1935 to the present. In: Analytical and Quantitative Cytology and Histology. 9/1987, S. 2–6.